# 이태원 (1966년)
이태원(李太苑, 1966년 7월 8일 ~ )은 뮤지컬 배우, 명지대학교 뮤지컬공연전공 교수이다.

## 이력
1987년부터 미국에서 성악가로 활동하다가 1996년에 뮤지컬 배우로 정식 데뷔하였다. 2005년도부터는 명지대학교 뮤지컬공연전공의 전임교수로 재직 중이다.

## 학력
- 줄리어드 스쿨 음악대학 성악 학사
- 줄리어드 스쿨 음악대학원 성악 석사
- 피바디 음악원 아티스트 디플로마(AD)
- 한세대학교 대학원 음악 박사

## 출연 공연

### 뮤지컬
- 2025년 침묵의 눈물을 사랑하며
- 2024년 블루 블라인드 (뉴욕)
- 2023년 블루 블라인드
- 2019년 엘리자벳
- 2018년 엘리자벳
- 2018년 패션 꼬레아
- 2017년 패션 꼬레아
- 2016년 왕의 나라
- 2016년 넌센스2
- 2015년 왕의 나라
- 2014년 왕의 나라
- 2013년 명성황후
- 2013년 메모리즈
- 2012년 엘리자벳
- 2011년 넌센세이션
- 2010년 명성황후
- 2010년 대장금
- 2009년 명성황후
- 2009년 맘마미아
- 2008년 맘마미아
- 2008년 명성황후
- 2007년 명성황후
- 2007년 바다의 문
- 2007년 대장금
- 2007년 맘마미아
- 2006년 맘마미아
- 2006년 사운드 오브 뮤직
- 2005년 넌센스 잼보리
- 2005년 명성황후
- 2004년 명성황후 (토론토)
- 2003년 명성황후
- 2003년 유린타운
- 2002년 유린타운
- 2002년 명성황후
- 2001년 둘리
- 2001년 명성황후
- 2000년 왕과 나 (런던 웨스트엔드)
- 1999년 명성황후
- 1998년 명성황후
- 1997년 명성황후 (뉴욕)
- 1996년 왕과 나 (뉴욕 브로드웨이)

### 연극
- 2025년 헤다 가블러
- 2024년 헤다 가블러
- 2023년 헤다 가블러
- 2011년 토스카 인 서울

## 음반 발매
- 1999년 드라마 <파도> OST
- 2001년 <The Queen> 앨범
- 2003년 영화 <청풍명월> OST
- 2004년 <동행> 앨범
- 2006년 <Hymns 1> 앨범
- 2012년 뮤지컬 <엘리자벳> OST

## 방송 출연
- 2009년 - 2011년 CTS기독교TV <이태원의 I Love Jesus> 진행

## 수상 경력
- 2014 제8회 대구국제뮤지컬페스티벌 어워즈 올해의 스타상
- 2011 제24회 기독교문화대상 시상식 뮤지컬 부문
- 2007 제1회 대구국제뮤지컬페스티벌 어워즈 딤프스타상
- 2006 Pre_대구국제뮤지컬페스티벌 어워즈 인기스타상
- 1998 제4회 한국뮤지컬대상 여우주연상
- 1996 Metropolitan Opera Competition National Finalist
- 1995 Loren L. Zachary Society Competition Finalist
- 1995 Annapolis Opera Competition Grand Prize Winner